# 三遊亭兼太郎
三遊亭 兼太郎（さんゆうてい けんたろう、1989年〈昭和64年〉1月2日 - ）は、五代目圓楽一門会に所属する落語家。本名∶大西 健太。

## 芸歴
- 2013年11月∶三遊亭兼好に入門、「けん玉」を名乗る。
- 2017年10月∶二ツ目昇進、「兼太郎」に改名。